# Осада Сиракуз (214—212 до н. э.)
Осада Сиракуз армией Римской республики проходила в период с 214 по 212 год до н. э., в результате чего эллинистический город Великой Греции Сиракузы, расположенный на восточном берегу острова Сицилия, был захвачен римлянами. Римская армия штурмовала город после длительной осады, давшей ей контроль надо всем островом. Во время осады Сиракузы были защищены оружием, изобретённым Архимедом. Этот изобретатель и математик был убит после осады римским солдатом, нарушившим приказ командующего, консула Марка Клавдия Марцелла, оставить Архимеда в живых. Осада Сиракуз была частью Второй Пунической войны. 
Сицилия, которая была вырвана из-под контроля Карфагена во время Первой Пунической войны (264−241 годы до н.э.), была первой провинцией Римской республики, не входившей непосредственно в состав Италии. Королевство Сиракузы было союзным независимым регионом на юго-востоке острова и близким союзником Рима во время долгого правления короля Гиерона II. Его внук, Гиероним, взошел на трон в 215 году до н.э. после смерти своего деда: Сиракузы попали под влияние антиримской фракции (включая двух его дядей) среди сиракузской элиты. Несмотря на убийство Гиеронима и смещение прокарфагенских лидеров, угрожающая реакция Рима на опасность союза Сиракуз с Карфагеном заставила бы новых республиканских лидеров Сиракуз готовиться к войне. 
Несмотря на дипломатические попытки, в 214 году до н.э. между Римской республикой и королевством Сиракузы разразилась война, в то время как римляне всё ещё были заняты борьбой с Карфагеном в разгар Второй Пунической войны (218−201 годы до н.э.).